# Swallow
Swallow é s una pel·lícula de thriller psicològic del 2019 escrita i dirigida per Carlo Mirabella-Davis i protagonitzada per Haley Bennett, Austin Stowell, Elizabeth Marvel, David Rasche i Denis O'Hare. La seva trama segueix una dona jove que, emocionalment ofegada en el seu matrimoni i la seva vida domèstica, desenvolupa un impuls per consumir objectes no comestibles.
La pel·lícula es va estrenar al Festival de Cinema de Tribeca el 28 d'abril de 2019. Va ser estrenada a França el 15 de gener de 2020 per UFO Distribution, i als Estats Units el 6 de març de 2020, per IFC Films.

## Argument
Hunter Conrad, una dona jove d'una família de classe obrera baixa, s'ha casat recentment amb Richie Conrad, un home d'una família adinerada que es farà càrrec de CEO de la corporació Manhattan del seu pare. Això li permet a Hunter quedar-se a casa a la casa luxosa de la parella al nord de l'estat de Nova York. Malgrat això, Hunter es troba emocionalment ofegada i aïllada tant en el seu matrimoni com en la vida domèstica, mentre que Richie és distant i desconsiderat amb ella. Per exemple, en un sopar amb els pares de Richie per felicitar la jove parella pel seu embaràs, la Hunter està emocionada d'explicar una història, només per ser interrompuda perquè el seu sogre s'aparta i li pregunta a Richie sobre negocis. Un dia, mentre és sola a casa, Hunter desenvolupa l'impuls de menjar-se una bala. Ho troba estimulant i comença a consumir altres objectes no comestibles per la casa, incloses xinxeta, figuretes metàl·liques i piles.
Durant una ecografia rutinària, el tècnic d'ecografia nota una anomalia a l'abdomen. Se'l trasllada d'urgència per a una cirurgia d'emergència per eliminar una varietat d'objectes atrapats a l'intestí. A Hunter se li diagnostica pica, un trastorn psicològic que obliga a les persones a menjar objectes no comestibles. Els pares de Richie, Katherine i Michael, organitzen que ella vegi un psiquiatre a la ciutat. Durant les seves sessions de teràpia, Hunter diu que s'empassa els objectes perquè li agrada la sensació de les seves textures a la boca.
Richie contracta en Luay, un amic de la família i immigrant de Síria, per supervisar en Hunter mentre està a la feina. Hunter, sentint-se ofegada, és inicialment hostil cap a Luay, que rebutja la seva malaltia mental com a resultat de la seva vida privilegiada. En teràpia, finalment revela que no va ser criada pel seu pare biològic i que no l'ha conegut mai, tot i que sap el seu nom i conserva una foto d'ell. Va ser concebuda com a conseqüència de la violació de la seva mare a mans d'un home estrany que havia conegut en un bar. El violador va complir condemna de presó pel crim.
Una tarda, Hunter escolta Richie parlant amb el seu psiquiatre per telèfon i s'adona que Richie ha agafat el metge perquè li expliqui el que es va parlar a les sessions de teràpia d'en Hunter. Això fa entrar en pànic a Hunter, i s'empassa un tornavís en miniatura. Luay la troba impactant violentament i truca al 9-1-1. Després de sotmetre's a una cirurgia per treure el tornavís, Michael i Katherine organitzen que Hunter ingressin a un hospital psiquiàtric durant els propers set mesos fins que pareixi el nadó, amenaçant que Richie es divorciarà d'ella. Luay, que simpatitza amb Hunter, li permet fugir al bosc i l'escenifica perquè sembli com si s'hagués escapat.
Hunter fa autostop a un motel i truca a Richie, que li demana que torni. Ella explica que s'havia precipitat al seu matrimoni i embaràs per fer-lo feliç. Quan ella es nega a tornar, ell la insulta. Hunter li trenca el mòbil i es passa la resta de la nit mirant la televisió i menjant sòl de fora. L'endemà, fa autostop a la casa del seu pare biològic, William Erwin. A casa d'en William, està celebrant el seu aniversari amb la família i els amics. Ell i la seva dona Lucy assumeixen que Hunter és parenta d'un dels amics de la seva filla, però ella revela en privat la seva veritable identitat a William. Durant una conversa emotiva, William confessa la seva vergonya per haver violat la mare de Hunter. Hunter li pregunta si s'avergonyeix d'ella i si és com ell, les dues coses ell nega.
Després d'haver aconseguit sortir, Hunter visita una clínica i se li prescriuen medicaments per induir un avortament. Pren les píndoles mentre dina en un pati de menjar i experimenta l'avortament en un restaurant públic.

## Repartiment
- Haley Bennett com a Hunter Conrad
- Austin Stowell com a Richie Conrad
- Elizabeth Marvel com a Katherine Conrad
- David Rasche com a Michael Conrad
- Denis O'Hare com a William Erwin
- Lauren Vélez com a Lucy
- Zabryna Guevara com Alice
- Laith Nakli com a Luay
- Babak Tafti com a Aaron
- Nicole Kang com a Bev

## Producció
El setembre de 2016, es va anunciar que Carlo Mirabella-Davis dirigiria la pel·lícula a partir d'un guió que ell va escriure. Es va inspirar en el trastorn obsessiu-compulsiu (TOC) de la seva àvia per crear la història d'una mestressa de casa embarassada que va desenvolupar el trastorn pica, que la fa ingerir objectes inanimats. Mirabella-Davis va declarar que la seva àvia va desenvolupar diversos rituals de control a causa del seu matrimoni infeliç i la creixent sensació d'impotència a la seva vida. Finalment, va ser col·locada en una institució mental, on va rebre tractaments com ara teràpia d'electroxoc, teràpia de xoc d'insulina i una lobotomia no consentida. Mirabella-Davis volia fer una pel·lícula sobre l'experiència de la seva àvia, però es va adonar que el rentat de mans, el seu principal símptoma del TOC, no era gaire cinematogràfic. En canvi, va optar per centrar-se en la pica i explorar l'atracció que tenen les persones amb aquest trastorn per ingerir objectes.
Mynette Louie i Mollye Asher estaven contractats per produir la pel·lícula juntament amb Syncopated Films i Standalone Productions. El maig de 2018, Haley Bennett, Austin Stowell, Elizabeth Marvel, David Rasche i Denis O'Hare es van unir al repartiment de la pel·lícula. Carole Baraton i Frédéric Fiore també es van anunciar com a productors sota les seves banderes de Charades i Logical Pictures, respectivament. Joe Wright, Bennett, Constantin Briest, Johann Comte, Pierre Mazars, Eric Tavitian i Sam Bisbee van ser nomenats productors executius.

### Rodatge
La fotografia principal va començar el 28 d'abril de 2018. La pel·lícula es va rodar en una casa de vidre a Highland, Nova York, al llarg del riu Hudson, i en una granja propera. Mirabella-Davis atribueix la selecció de la casa a la seva aparença semblant a Hitchcock. També ha comparat el riu proper de la casa amb un "anell de l'humor", que representa la llibertat, el poder i el perill, un fort contrast amb la vida impotent que viu la protagonista Hunter.
En una entrevista del 2020, la dissenyadora de producció Erin Magill va assenyalar que la inspiració per a l'estètica general i l'aspecte visual fort de la pel·lícula es va extreure de pel·lícules com Safe i La llavor del diable. També es va inspirar en fotògrafs famosos com Tina Barney, Philip Lorca-diCorcia i Gregory Crewdson.

## Estrena
Swallow es va estrenar al Festival de Cinema de Tribeca el 28 d'abril de 2019, on Bennett va rebre el premi a la Millor actriu. Poc després, IFC Films va adquirir els drets de distribució nord-americans. Va ser llançat a França el 15 de gener de 2020 per UFO Distribution, i als Estats Units el 6 de març de 2020. Va empatar a la pel·lícula més taquillera dels Estats Units durant la setmana del 17 d'abril de 2020, tot i que només va guanyar 2.490 $ d'un grapat de sales d’autocinema durant la pandèmia per COVID-19, amb un total de 31.646 $ en les seves set setmanes fins a aquest moment.

### Recepció crítica
Swallow va rebre ressenyes generalment positives dels crítics de cinema. Té una puntuació d'aprovació del 87% al lloc web de l'agregador de ressenyes Rotten Tomatoes, basat en 143 ressenyes, amb una mitjana de 7,4/10. El consens crític del lloc diu: "L'enfocament no convencional de Swallow per explorar l'ennuig domèstic s'eleva amb una història ben explicada i el poderós rendiment líder de Haley Bennett." A Metacritic, la pel·lícula té una puntuació de 65 sobre 100, basada en 22 crítics, indicant "crítiques generalment favorables".
Justine Smith de RogerEbert.com va donar a Swallow 3,5 de 4 estrelles, i va descriure la pel·lícula "un terror intransigent que evoca una alienació i una dismorfia molt arrelades" i "molt lluny de les històries 'rah-rah' d'apoderament feminista que acaben en una venjança amarada de sang". Elogia la pel·lícula per la seva capacitat per invertir els típics tropes de pel·lícules de terror i representar l'horror íntim de ser una dona que lluita per l'autonomia corporal. Smith també elogia el director de la pel·lícula, Carlo Mirabella-Davis, per la seva capacitat per crear una experiència inquietant i atractiva, i elogia l'actriu principal Haley Bennett per la seva interpretació de Hunter, destacant la seva capacitat per transmetre la confusió interior mantenint un exterior tranquil. Smith conclou que Swallow és una pel·lícula poderosa i que fa pensar que es troba entre les "millors pel·lícules sobre la lluita per l'autonomia corporal femenina a l'època contemporània".
Escrivint per a The New York Times, Kristen Yoonsoo Kim elogia l'actuació excepcional d'Haley Bennett, però troba nàusees als elements de terror corporal de Swallow i la recompensa i la psicologia darrere de les accions de Hunter no il·lumina prou. Reconeix que la pel·lícula evita el sensacionalisme pur d’horror corporal i el seu intent de rastrejar la necessitat de control de Hunter fins a un trauma en el seu passat, però finalment troba que no té la seva execució, i conclou que no afegeix alguna cosa nova al gènere de la dona a la vora d'una crisi nerviosa.
A la ressenya de Katie Rife a The AV Club, descriu Swallow com una versió d'alta classe de My Strange Addiction. les imatges de la pel·lícula són impressionants i lloen l'actuació de l'actriu principal Haley Bennett, la qual cosa fa que la pel·lícula sigui més que un "espectacle freak".
La ressenya de Kimber Myers a The Los Angeles Times elogia l'actriu principal i els temes feministes de la pel·lícula. Myers compara l'estil i els temes de la pel·lícula amb les obres de Todd Haynes i els melodrames de Douglas Sirk, amb els seus colors saturats, els mobles de mitjan segle i la història d'una dona que intenta escapar de la seva vida. Ella assenyala que la pel·lícula és difícil de veure de vegades, però que és "psicològicament rica i sempre se sent genuïna" malgrat la seva increïblement estilitzada representació del complex món interior del protagonista.
Les opinions discrepants incloïen la del crític Barry Hertz de The Globe and Mail, que va escriure que "Mirabella-Davis tracta el comportament de Hunter amb guants per a nens; és un trastorn que la pel·lícula tracta com a apte per a la bogeria i el fàstic, no res proper a la comprensió o l'empatia."